# بیرون از دریا
بیرون از دریا (به انگلیسی: Out to Sea) یک فیلم کمدی رمانتیک آمریکایی محصول سال ۱۹۹۷ به کارگردانی مارتا کولیج و نویسندگی رابرت نلسون جاکوبز است. این فیلم آخرین فیلم دانالد اوکانر، گلوریا دهیون و ادوارد مالهیر است.